# Axiocerses craesus
Axiocerses craesus är en fjärilsart som beskrevs av Henry Trimen 1862. Axiocerses craesus ingår i släktet Axiocerses och familjen juvelvingar. Inga underarter finns listade i Catalogue of Life.